# 孙志诚
孙志诚（1929年—），山东牟平人，中华人民共和国政治人物、外交官，1950年8月加入中国共产党。

## 生平
1946年参加工作，在大连中原银行担任实习生。次年起，先后任华东财委驻朝鲜南浦分处、平壤总处会计。1949年，任东北人民政府驻朝鲜商业代表团会计。
1951年，调入外交部工作，先后在驻罗马尼亚大使馆、驻瑞典大使馆、外交部总务司、驻捷克斯洛伐克大使馆任职。后任外交部总务司副司长、行政司司长。1982年11月，出任中华人民共和国驻贝宁大使。1985年12月，自驻贝宁大使离任。1986年，任外交部老干部局局长，后任外交部财务司司长。